# Action (pel·lícula de 1921)
Action és una pel·lícula de western estatunidenca de John Ford (no surt als crèdits), estrenada el 1921 i presenta Hoot Gibson. Action es basava en la novel·la de J. Allan Dunn, The Mascotte of the Three Star; Mascotte va aparèixer com a novel·la en la revista Short Stories, el febrer de 1921. El film es considera perdut

## Argument
Tres fugitius troben un nen abandonat i han de decidir si el salven el nen o seguir escapant de la llei.

## Repartiment
- Hoot Gibson: Sandy Brouke
- Francis Ford: Soda Water Manning
- J. Farrell MacDonald: Mormon Peters
- Buck Connors: Pat Casey
- Clara Horton: Molly Casey
- William Robert Daly: J. Plimsoll
- Dorothea Wolbert: Mirandy Meekin
- Byron Munson: Henry Meekin
- Charles Newton: Xèrif Dipple
- Jim Corey: Sam Waters
- Ed Jones: Art Smith

## Al voltant de la pel·lícula
Per primera vegada, Hoot Gibson té la categoria d'estrella.